# Joris Delle
Pour l’article homonyme, voir Delle.
Joris Delle, né le 29 mars 1990 à Briey, est un footballeur français évoluant au poste de gardien de but à l'USAG Uckange.

## Carrière

### En club

#### Parcours junior
Jeune gardien à Bouligny-Baroncourt, puis à Homécourt, il rejoint à 14 ans le centre de formation du FC Metz où il poursuit son apprentissage. C'est en effet dans ce club qu'il signe son premier contrat professionnel en 2007. 

#### FC Metz
Sa première apparition sur le banc messin a lieu en Ligue 1, le 23 janvier 2008 au Parc des Princes face au Paris SG. Il est alors remplaçant de Christophe Marichez. Metz est battu 3 buts à 0. Il réalise son premier match en titulaire chez les professionnels en Ligue 2, le vendredi 20 août 2010 contre Vannes.
Blessé à deux reprises, à l'épaule en avril 2008 (6 mois d'inactivité) et aux ligaments du genou en mars 2009, il poursuit ses études (BTS en professions immobilières), conscient que tout peut aller très vite dans le football, dans un sens comme dans l'autre .
Cela ne l'empêche pas de briller et d'attirer les recruteurs d'Auxerre, de Marseille ou du Bayern Munich dans les tribunes de Saint-Symphorien.

#### OGC Nice
En fin de contrat le 30 juin 2012, il s'engage pour quatre ans à l'OGC Nice le 2 juillet 2012. Annoncé par Claude Puel comme "numéro un bis", Joris Delle représente l'avenir des aiglons. Lors de sa première saison, il dispute dix-sept matchs, dont 15 comme titulaire.
Cependant, face à la concurrence de David Ospina, confirmé titulaire indiscutable, et un an seulement après son arrivée, Joris Delle est prêté un an au Cercle Bruges, le 28 août 2013.
Il se blesse gravement à l'intersaison 2014 : avant le départ pour un stage avec le club en Angleterre, il est victime d'une rupture des ligaments croisés du genou gauche à l'entrainement. Le 20 mars 2015, il fait son retour dans le groupe niçois à l'occasion d'un déplacement à Lyon. Il foule de nouveau une pelouse de Ligue 1 le 25 avril 2015 face au Stade Rennais en remplaçant Simon Pouplin, blessé en cours de match (défaite 1-2, 34e journée).

#### RC Lens
Le 3 juillet 2015, l'OGC Nice annonce le départ de Joris Delle pour le Racing Club de Lens. Il signe un contrat de deux saisons, plus une année en cas de montée en Ligue 1. Titulaire en début de saison, il perd sa place en cours de saison au profit de Jérémy Vachoux.

#### NEC Nimègue
Libre de partir du RC Lens où il ne peut être titulaire en raison de la présence de Vachoux et surtout de l'arrivée de Nicolas Douchez, il s'engage en août 2016 avec le NEC Nimègue. 

#### Feyenoord Rotterdam
Le 6 août 2018 Joris signe un contrat d'un an au Feyenoord.

#### Orlando Pirates
En fin de contrat au Feyenoord, il signe un contrat de trois ans aux Orlando Pirates.

#### KV Courtrai
Après une expérience en Afrique du Sud, il signe un contrat de trois ans en faveur du KV Courtrai, et fait par la même occasion son retour en Europe.

#### USAG Uckange
Le 16 décembre 2024, alors libre de tout contrat, le joueur retourne en Lorraine, dans sa région natale et plus précisément en Moselle, à l'USAG Uckange en Régional 1.

### En sélection internationale
Il compte sept sélections en équipe de France espoirs. La première a lieu contre la Turquie, le 8 octobre 2010.

## Statistiques
| Saison                | Club                  | Championnat           | Championnat | Championnat | Coupe nationale | Coupe nationale | Coupe de la Ligue | Coupe de la Ligue | Total | Total |
| Saison                | Club                  | Division              | M.          | B.          | M.              | B.              | M.                | B.                | M.    | B.    |
| 2010-2011             | FC Metz               | Ligue 2               | 28          | 0           | 1               | 0               | -                 | -                 | 29    | 0     |
| 2011-2012             | FC Metz               | Ligue 2               | 10          | 0           | -               | -               | 1                 | 0                 | 11    | 0     |
| 2012-2013             | OGC Nice              | Ligue 1               | 14          | 0           | 2               | 0               | 1                 | 0                 | 17    | 0     |
| 2013-2014             | Cercle Bruges (prêt)  | Jupiler Pro League    | 28          | 0           | 4               | 0               | -                 | -                 | 32    | 0     |
| 2014-2015             | OGC Nice              | Ligue 1               | 1           | 0           | -               | -               | -                 | -                 | 1     | 0     |
| 2015-2016             | RC Lens               | Ligue 2               | 20          | 0           | 1               | 0               | 1                 | 0                 | 22    | 0     |
| 2016-2017             | NEC Nimègue           | Eredivisie            | 34          | 0           | 5               | 0               | -                 | -                 | 39    | 0     |
| 2017-2018             | NEC Nimègue           | Eerste Divisie        | 32          | 0           | 2               | 0               | -                 | -                 | 34    | 0     |
| Total sur la carrière | Total sur la carrière | Total sur la carrière | 167         | 0           | 15              | 0               | 3                 | 0                 | 185   | 0     |